# Grigorij Potemkin
Furst Grigorij Alexandrovitj Potemkin (ryska: Григорий Александрович Потёмкин, nutida translitteration: Grigorij Aleksandrovitj Potiomkin), född den 13 september (enligt n.s: 24 september) 1739 i Tjizjovo i Guvernementet Smolensk (nu Tjizjevo i Smolensk oblast), död den 5 oktober (n.s: 16 oktober)  1791 nära byn Staryje Radeny i furstendömet Moldavien (nu Rădenii Vechi i Moldavien), var en rysk fältmarskalk, statsman, och Katarina den storas gunstling.
Potemkin är främst ihågkommen för sina försök att kolonisera de då sparsamt befolkade stäpperna i dagens södra Ukraina, vilka övergick från krimtatarisk till rysk ägo efter freden i Küçük-Kaynarca 1774. Bland de städer som grundades av Potemkin märks Cherson, Nikolajev (nu Mykolajiv), Sevastopol och Jekaterinoslav (nu Dnipro).

## Ungdom
Som ättling till den moskovitiske diplomaten Pjotr Ivanovitj Potemkin  (1617–1700) föddes Grigorij i byn Tjizjova, nära Smolensk, i en familj av lägre arméofficerare. Efter studier vid Moskvas universitet tog han värvning vid Gardeskavalleriet.
Han deltog i 1762 års palatskupp, som ledde till avsättandet av Peter III och Katarina II:s trontillträde. Han blev andre löjtnant vid Chevaliergardet, som var ett av de livgardesförband som fanns i Petersburg. Katarina behövde pålitliga assistenter och uppskattade Potemkins energi och organisatoriska egenskaper. Enligt berättelser om Potemkin, skall han ha varit inblandad i mordet på den avsatte tsaren. Berättelsernas källvärde är osäkert.

## Katarina II:s älskare
År 1774 blev deras förhållande mer intimt. Potemkin blev tsaritsans favorit; han tilldelades utmärkelser och höga poster. Under de närmaste 17 åren var han den mäktigaste mannen i Ryssland. Potemkin fann njutning i vräkig lyx och personlig rikedom. Liksom Katarina gav han förvisso efter för de frestelser som följer med absolut makt, men upplysningstidens idéer påverkade honom. Han visade tolerans mot religiösa avvikelser och beskyddade etniska minoriteter. Som överbefälhavare för den ryska armén (formellt från 1784) betonade han en mer human sida av disciplinen; bland annat krävde han att officerarna intog ett mer faderligt sätt i förhållande till soldaterna.
År 1776 upphöjdes Potemkin, på Katarinas begäran, till furste av det tysk-romerska riket av kejsar Josef II. 1775 ersattes han som kejsarinnans favorit av Peter Zavadovskij. Relationen mellan Katarina och Potemkin fortsatte att vara ytterst vänskaplig, och hans inflytande rubbades aldrig allvarligt av någon av hennes efterföljande älskare. Hans korrespondens med kejsarinnan var oavbruten. De viktigaste statspappren passerade hans händer.

## Styrandet avNovorossija

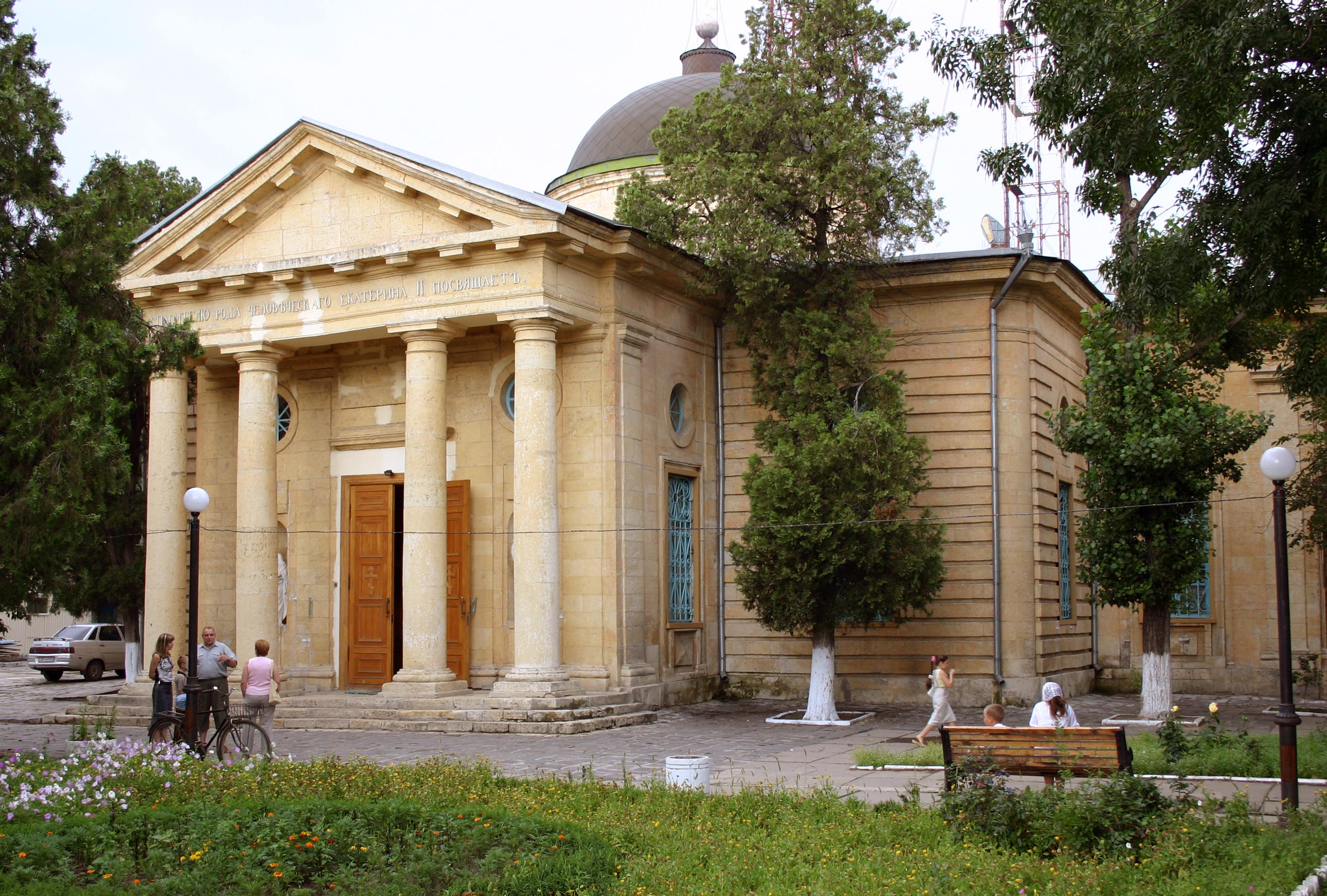
Katarina II lät begrava Potemkin i Katarinakatedralen i Cherson, staden som han hade grundat.

Potemkin styrde framgångsrikt Rysslands nyvunna, södra provinser, i vilka han hade absolut makt. Han stödde strömmen av både ryska och utländska kolonister, han grundade nya städer och inrättade Svartahavsflottan. 1783 annekterade han Krim för Rysslands räkning. För detta hedrades Potemkin med titeln Hans furstliga höghet knjaz Tavritjeskij (Светлейший князь Таврический), eller fursten av Tauris, efter det grekiska namnet på Krim. Fyra år senare organiserade han Katarinas omskrivna resa med sitt följe till de södra provinserna. Resans syfte var att injaga skräck i Rysslands fiender och det ledde till ett krig, för vilket landet var dåligt förberett (rysk-turkiska kriget 1787-1792). Som strategisk befälhavare var Potemkin försiktig, vilket var berättigat ur militär synpunkt, utan att det gjorde honom mer populär.
Hans kolonisationssystem kritiserades fränt. Resultaten blev ändå bestående. Arsenalen i Cherson, påbörjad 1778, hamnen i Sevastopol och den nya flottan bestående av femton linjeskepp och tjugofem mindre fartyg, är alla monument över hans driftighet. Men det fanns ett drag av överdrift i allt han gav sig på. Han besparade varken folk, pengar eller sig själv i sitt försök att kolonisera de krimkhantiska stäpperna. Ofta tog han sig vatten över huvudet. Tre fjärdedelar av hans projekt övergavs halvfärdiga.
År 1790 utförde han militära operationer på Dnjestr och höll sig med ett asiatiskt hov vid Jassy. 1791 återvände han till St Petersburg där han, tillsammans med sin vän Bezborodko, gjorde fåfänga försök att besegra Katarinas nya favorit, furst Platon Zubov och på fyra månader spenderade han 850 000 rubler på banketter och underhållning i det tauriska palatset. Statskassan ersatte honom dock för dessa utlägg. Slutligen förlorade kejsarinnan tålamodet och 1791 tvingades Potemkin återvända till Jassy där han som Rysslands högste diplomatiska företrädare ledde fredsförhandlingar. Den 5 oktober 1791, på väg till Nikolajev, dog han på stäppen, 65 kilometer från Jassy, efter att, trots hög feber, ha ätit en hel insaltad gås. Hans död beskrivs i Derzjavins stora dikt Vattenfallet.

## Historiskt omdöme
Omdömena om Potemkin varierar stort. Varken under hans levnad eller efter hans död har människor kunnat enas om honom. En tysk pamflett publicerad 1794 är ett gott exempel på åsikterna hos dem som såg honom som Katarinas och Rysslands onda väsen. Men många, däribland kejsarinnan själv, såg honom som en mångsidig man och en genial chef. Han var otvivelaktigt den mest extraordinära av alla Katarinas favoriter. Han var en god administratör, men brast i självkontroll. Utsvävningar och extravagans var hans svaga sidor, men han var även lojal, generös och storsint.

## Potemkins kvarlevor
Katarina II lät begrava Grigorij Potemkin i Katarinakatedralen i Cherson 1791. Där fick hans kvarlevor vila i 231 år, tills 2022. Efter att de ryska trupperna under det rysk-ukrainska kriget hade dragit sig tillbaka från Chersonregionen stod det klart att de tog med sig även Potemkins benrester till andra sidan Dnepr.

## Utmärkelser
Asteroiden 6954 Potemkin är uppkallad efter honom.